# Mariehamn
Mariehamn (finsk: Maarianhamina) er Ålandsøernes hovedstad og største by med 11.812 (2023) indbyggere. Byen blev grundlagt 1861, mens Åland og Finland var under russisk styre. Byen er opkaldt efter tsar Alexander 2. af Ruslands hustru, Maria Alexandrovna.
Byen er Ålandsøernes centrum for politik og erhvervsliv. Mariehamn er hovedsæde for de fleste af Ålands større firmaer, som f.eks. rederiet Viking Line, chipsfabrikken Taffel, skibshandlerfirmaet Mathias Eriksson, Ålandsbanken og handelsfirmaet Kalmers-gruppen, som har afdelinger med elinstallation og salg af både.
Skibsfart har altid haft en stor betydning for byen. I dag er færgetrafikken og turisterne en vigtig del af byens erhvervsliv. Fra Västerhamn går der færge til Stockholm, Tallinn, Åbo, Helsingfors og Kapellskär. Færgetrafikken har været forudsætningen for turismens stærke ekspansion. Mariehamn har også en stor lystbådehavn, udflugtsmålet Lilla holmen, Søkvarteret og svømmehallen Mariebad.
Byens bybusser er gratis for alle og fra Busstorget er der busforbindelse til de øvrige kommuner på fasta Åland.
St Görans kirken er Mariehamns bykirke. Tegnet af arkitekten Lars Sonck, indviet 1927 og udvidet 1959. Kirkens udsmykning viser gamle kirkelige symboler. Altertavlen over alteret er af mosaik. Tavlen skildrer Jesu liv, fra fødsel til korsfæstelsen og opstandelsen. Det centrale motiv er Jesus som velsigner børnene. Døbefonten er hugget af mørk granit med skål og låg i sølv. Kirkeskibet Tjerimaj blev skænket til kirken i 1972.
Mariehamn har mange museer, restauranter, natklubber, et kasino, flere friluftscener og sit eget teater.
Om sommeren er der hvert år Kulturnat, Alandia Jazz Festival, Ålands Sjödagar og musikfestivalen Rockoff.

## Seværdigheder
- Pommern er en firemastet bark, der nu ligger som museumsskib i Mariehamn. Pommern er en Flying P-Liner fra 1903. 1952 doneredes den til Mariehamn by af efterkommerne af den oprindelige ejer, skibsrederen Gustaf Erikson. Pommern er i dag en af de sidste firemastede barker, der også under dæk er original. Museumsfartøjet samarbejder med Ålands Søfartsmuseum som ligger i nærheden af skibet
- Ålands museum og Ålands Kunstmuseum holder til i samme bygning. Museets basisudstilling skildrer Ålandsøernes udvikling og historie
- Modelbyen Mariehamn fra omkring 1920 på Mariehamns kunstgalleri, består af flere hundrede bygninger som er udstillet i 11 glasvitriner
- I nærheden af centrum ligger parken Lilla holmen fra 1870. Foruden haven er der bådepladser, fuglehus og kæledyr til børnene

- St Görans kirken
- Lystbådehavnen Östra hamnen
- Museumsskibet Pommern
- Parlamentsbygningen i Mariehamn
- Havn

## Venskabsbyer
| Sverige  | Gotland (Sverige) er en svensk ø i Østersøen cirka 90 km øst for det svenske fastland.                      |
| Island   | Kópavogur er Islands næststørste by, med en befolkning på ca 27.835 indbyggere.                             |
| Norge    | Kragerø er en bykommune i Telemarken, Norge, med et areal på 307 km² og en befolkning på 10.477 indbyggere. |
| Estland  | Kuressaare (Estland) er den største by på den estiske ø Saaremaa.                                           |
| Rusland  | Lomonosov er en by med 37.776 indbyggere i det nordvestlige Rusland, syd for Sankt Petersborg.              |
| Danmark  | Slagelse er en by på Vestsjælland med 31.778 indbyggere og samtidig en af Danmarks ældste byer.             |
| Færøerne | Tórshavn 21.000 indbyggere ligger på østkysten af Streymoy i læ af øen Nólsoy og er Færøernes hovedstad.    |
| Finland  | Valkeakoski er en by med ca. 20.440 indbyggere i det vestlige Finland.                                      |